# Vachonus iqbali
Espèce
Vachonus iqbali est une espèce de scorpions de la famille des Buthidae.

## Distribution
Cette espèce est endémique du Sind au Pakistan. Elle se rencontre vers Kotri.

## Description
Le mâle holotype mesure 52,5 mm.

## Publication originale
- Amir & Kamaluddin, 2009 : « A revision of the genus Vachonus Tikader and Bastawade (Arachnida:Scorpionida:Buthidae) with two new species from Pakistan with reference to their chromatography and electrophorasis of venom. » Pakistan Journal of Entomology, vol. 24, no 1/2, p. 19-26.